# Rio Santo Antônio (vattendrag i Brasilien, Minas Gerais, lat -19,24, long -42,32)
Rio Santo Antônio är ett vattendrag i Brasilien.   Det ligger i delstaten Minas Gerais, i den sydöstra delen av landet, 700 km sydost om huvudstaden Brasília.
Omgivningarna runt Rio Santo Antônio är huvudsakligen savann. Runt Rio Santo Antônio är det glesbefolkat, med 16 invånare per kvadratkilometer.